# 庆元镇
庆元乡，是中华人民共和国重庆市南川区下辖的一个乡镇级行政单位。

## 行政区划
庆元乡下辖以下地区：
汇龙村、飞龙村、玉龙村、龙马村、龙园村和龙溪村。